# Arpaia
Arpaia è un comune italiano di 1 984 abitanti della provincia di Benevento in Campania.

## Geografia fisica

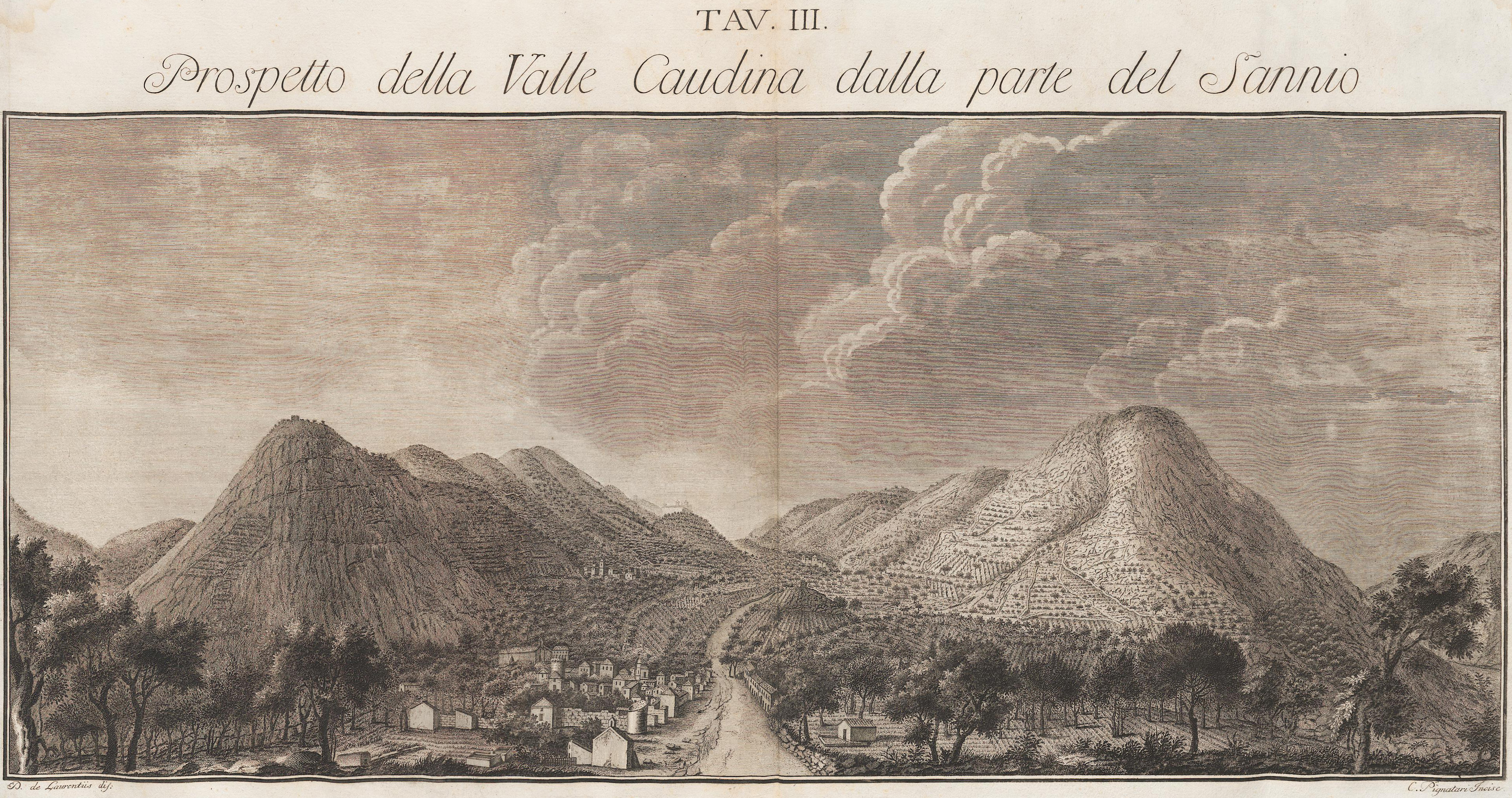
Arpaia ai piedi dell'omonima stretta, in una stampa della fine del XVIII secolo

Il paese è situato tra i monti Tairano e Paraturo ed è attraversato dalla Via Appia.
Il suo territorio comunale è compreso fra 202 ed 897 m s.l.m., pari ad un'escursione altimetrica di 695 m s.l.m. Confina per un brevissimo tratto, con l'area nolana.
Ha una superficie agricola utilizzata (dato riferito all'anno 2000) di ettari (ha) 171,91
Fa parte della Regione Agraria n. 3, monti del Taburno e Camposauro.

## Storia

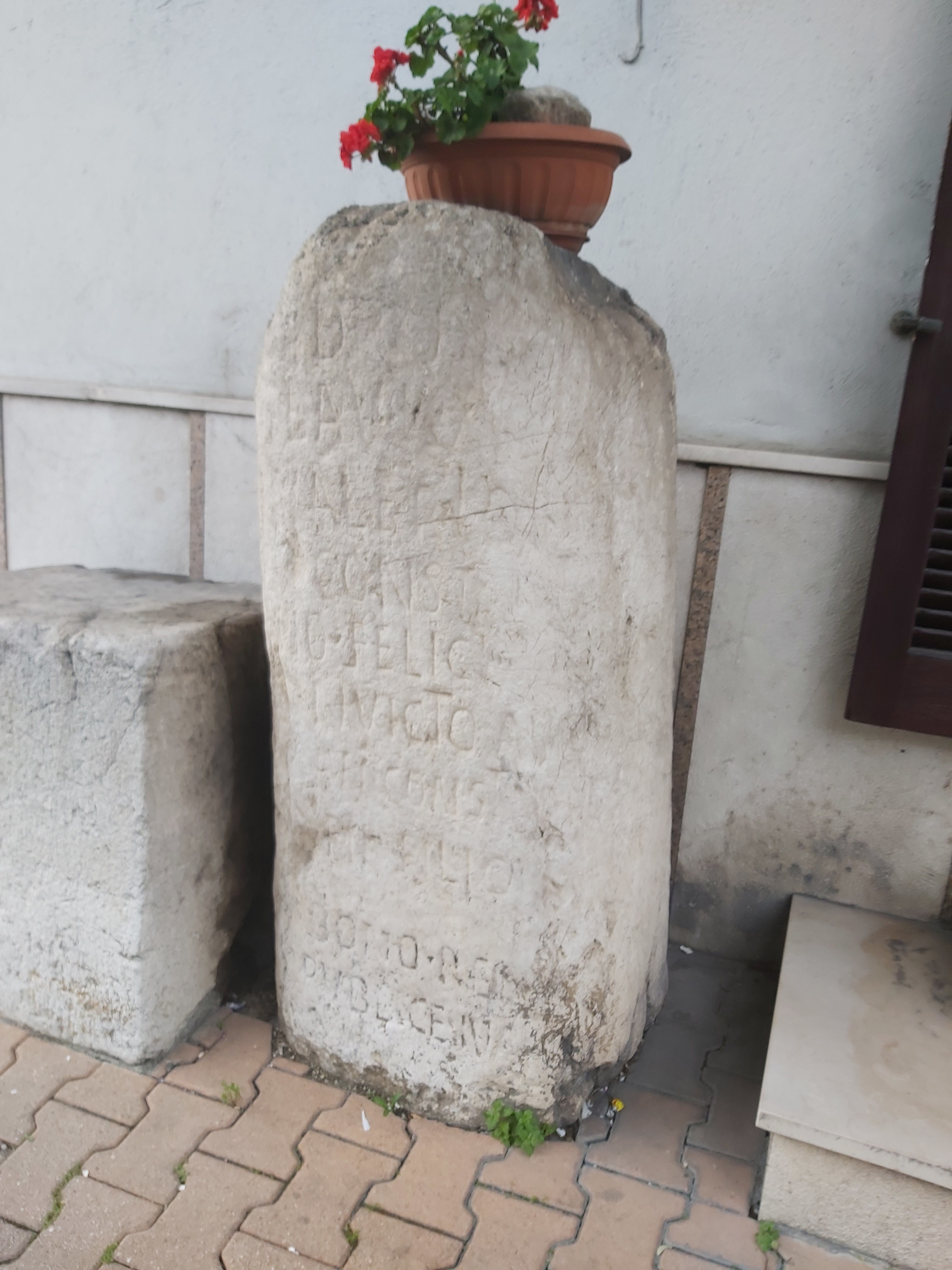
Un miliario della Via Appia lungo via Roma, tratto urbano della SS7

La prima volta che la si trova menzionata, è con il nome di Appadium (XII secolo), e ciò fece pensare ad una derivazione della via Appia su cui realmente veniva a trovarsi (Meomartini, 10).
Il fatto sta che Arpaia, avendo comune la radice con Arpaise, Arpino, Arpe ecc. potrebbe essere anch'esso derivato dall'etrusco Arpen "luogo montuoso" (Mazzocchi).
Il paese fu, erroneamente, creduto il luogo dell'antica Caudium; mentre la sua gola è, secondo la tradizione il luogo delle famose Forche Caudine, in parte a causa di alcuni toponimi locali quali Costa Cauda, S.M. del Giogo e Forchia. Ma la discussione in proposito non è ancora chiusa.
Arpaia è ricca di antichi reperti romani.
Fu luogo di frequente battaglie fra Aragonesi ed Angioini, onde più volte fu messo a sacco e fuoco.
Fu distrutta dal forte terremoto del 1456.
Da un Roberto di Molino passò successivamente ai Ribursa, agli Stendardo, ai Bagot, ai Boffa, ai Della Leonessa, ai Carafa, ai Caracciolo, ai Guevara con il titolo marchesale.

### Simboli
Lo stemma civico, utilizzato dal comune anche se privo di formale decreto di concessione, è costituito da due torri ed un emblema sormontato da una corona e accompagnato in punta dall'iscrizione CAUDIUM.

## Monumenti e luoghi d'interesse

### Architetture religiose
- Chiesa di San Michele Arcangelo
- Abbazia di San Fortunato

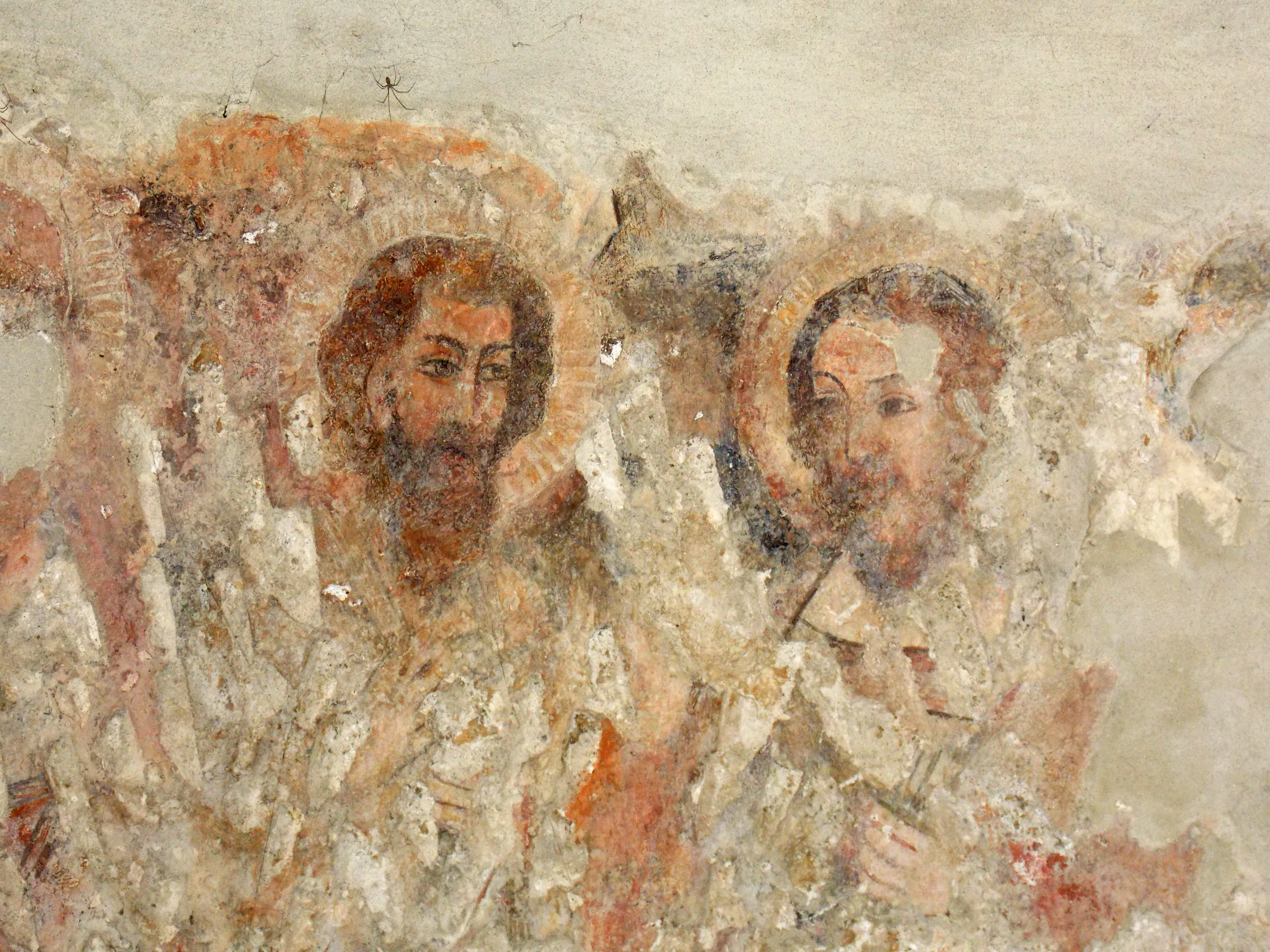
Un dettaglio degli affreschi nella chiesa dell'Annunziata

- Santuario della Madonna delle Grazie
- Chiesa dell'Annunziatella

Situata sulle propaggini del monte Castello, la chiesa conserva un interessante ciclo di affreschi frammentario, datato fra il XIV e il XVI secolo. Attualmente è in stato di abbandono.
- Chiesetta del Purgatorio
- Chiesa di Sant'Antonio Abate (semidistrutta ed interrata)
- Convento e chiesa di Sant'Agostino (di cui rimane soltanto una parete)

### Architetture militari
- Rovine del castello, sorto a guardia della via Appia
- Alcuni porzioni delle mura cittadine

### Architetture civili
- Parte del palazzotto dei feudatari

### Altro
- Pietre miliari romane della via Appia, con i numeri XIV e XVI

## Società

### Evoluzione demografica
Abitanti censiti

## Economia
Tra i prodotti locali sono predominanti cereali e frutta.

## Infrastrutture e trasporti
Il comune è servito dalla stazione di Arpaia-Airola-Sant'Agata dei Goti sulla ferrovia Benevento-Cancello ed è attraversato dalla strada statale 7 Via Appia.

## Amministrazione
Di seguito è presentata una tabella relativa alle amministrazioni che si sono succedute in questo comune.
| Periodo | Periodo   | Primo cittadino          | Partito                  | Carica  | Note |
| ------- | --------- | ------------------------ | ------------------------ | ------- | ---- |
| 1988    | 1990      | Clemente Servodio        | Democrazia Cristiana     | Sindaco |      |
| 1990    | 1991      | Mario D'Onofrio          | Democrazia Cristiana     | Sindaco |      |
| 1991    | 1993      | Antonio Laudando         | Democrazia Cristiana     | Sindaco |      |
| 1993    | 2002      | Mario Carmine D'Ambrosio | Democrazia Cristiana-PPI | Sindaco |      |
| 2002    | 2007      | Giuseppina Zampiello     | Forza Italia             | Sindaco |      |
| 2007    | 2012      | Pasquale Fucci           | Lista civica             | Sindaco |      |
| 2012    | 2017      | Mario Carmine D'Ambrosio | Lista civica (UdC)       | Sindaco |      |
| 2017    | in carica | Pasquale Fucci           | Lista civica             | Sindaco |      |

### Altre informazioni amministrative
Il comune fa parte della Comunità montana del Taburno.